# Ibn Abī l-Hadīd
ʿIzz ad-Dīn ʿAbd al-Hamīd ibn Hibatallāh ibn Abī l-Hadīd (arabisch عز الدين عبد الحميد بن هبة الله ابن أبي الحديد, DMG ʿIzz ad-Dīn ʿAbd al-Ḥamīd ibn Hibatallāh ibn Abī l-Ḥadīd geb. 1190; gest. 1258) war ein irakischer, einer schafiitischen Familie entstammender mutazilitischer Gelehrter.

## Leben
Er verfasste einen umfassenden Kommentar zum Nahdsch al-Balāgha. Das Werk hatte er dem schiitischen Wesir Ibn al-ʿAlqamī, dem letzten Abbasiden-Wesir in Bagdad, gewidmet, in dessen Haus er und sein Bruder – Wilferd Madelung zufolge – den Mongoleneinfall im Muharram des Jahres 1258 überlebten.

Gegen die von dem Umayyaden-Kalifen Muawiya ibn Abi Sufyan (603–680; reg. 661–680) in Auftrag gegebenen zahlreichen Fabrikationen von Überlieferungen setzte er sich zur Wehr (siehe auch Liste von Hadith-Sammlungen).

## Werke (Auswahl)
- Šarḥ Nahǧ al-Balāġa
  - 20 Bde. Ed. Muhammad Abū l-Faḍl Ibrāhīm. Beirut
  - al-Qāhira: Dār Iḥyāʾ al-Kutub al ʿArabīya, 1965–1967